# 시안성벽

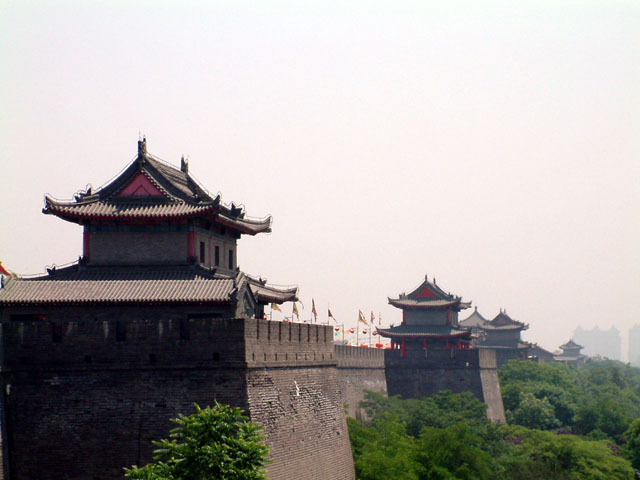
서안성벽

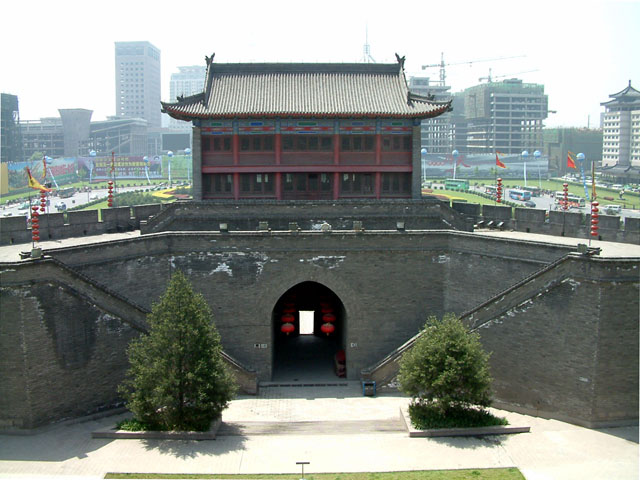
서안 성벽의 옹성

시안성벽(중국어: 西安城墙)은 산시성 시안시 성구에 위치해 있다. 명나라 초기에 당나라 장안황성의 기초 위에 만든 것이다. 이후 수차례 보수 공사를 거쳐, 방어체계를 구축하였고, 중국에서 현존하는 최대 규모의 고성벽이 완성되었다. 1961년 시안성벽은 중화인민공화국 국무원에 의해 전국중점문물보호단위로 지정되었다.

## 역사
오늘날의 서안성벽은 명나라 초기에 건설된 것이다. 당나라 말기 뤄양으로 수도를 옮기면서, 원래의 도성인 당장안성은 대부분 파괴되었다. 명나라 초기 주원장에 의해 둘째 아들 주협이 진왕으로 봉해졌고, 서안부를 두었다. 홍무 7년인 1374년에 서안장벽의 재건공사가 시작되었다. 장벽을 중건할 때 서, 남 양쪽은 원래의 당나라 장안성 황성의 터 위에 성을 연장하여 만들었고, 동쪽 벽과 북쪽벽은 새롭게 만들어졌다. 이 공사는 1378년 홍무 11년까지 8년을 진행하여 기초를 완공하였다. 그 후 1568년 융경 2년 장벽 위쪽 공사와 외벽쪽의 공사가 마무리되었다. 1636년 명나라 말 숭정 9년 섬서순무 손정정이 이자성의 반란을 막기 위해 네 문의 옹성을 추가로 만들었다. 1643년 숭정 16년 서안을 공격했고, 다음 해 1644년 이자성은 칭제를 하며 국호를 대순이라 칭하였다.
청대에 이르러 명나라 때 기본골격을 따랐고, 열 두차례에 걸친 중수 작업이 이루어졌다. 그 중 규모가 가장 큰 것은 건륭제 46년인 1781년의 작업이며, 포와 해자를 추가하여 대다적인 방어능력을 향상시켰다.

## 성벽 구조
성벽은 방어용 목적으로 만들어졌으며, 동서로 길쭉한 장방형이다. 동벽은 2,590m, 서벽은 2,631m, 남쪽 장벽은 3,441m, 북쪽 장벽은 3,241m로 전체 둘레 13.75km이다. 성내의 면적은 총 12평방킬로미터로, 당나라 장안성의 1/7 정도의 크기이다.
성벽의 높이는 12m, 아래에서 15~18m에 이른다. 서안성은 동서남북으로 4개의 성문이 있고, 각각 장악문(长乐门), 안정문(安定门), 영녕문(永寧門)과 안원문(安遠門)이라는 이름이 붙어 있고, 문 밖에는 옹성이 고르게 쌓여있다. 각 문은 3층으로 3중으로 나뉘어 있고, 바깥이 안쪽을 향하게 되어있다.

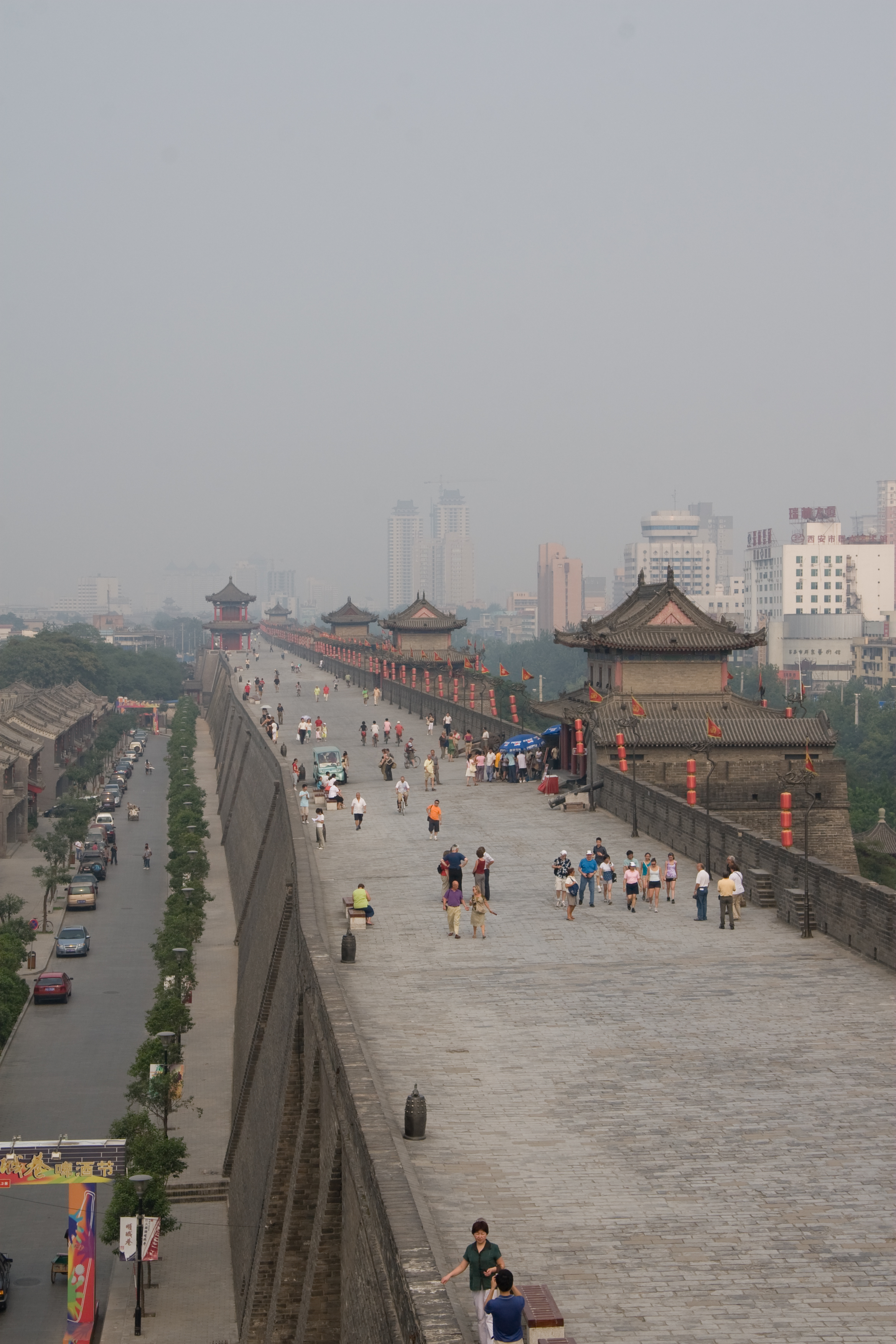
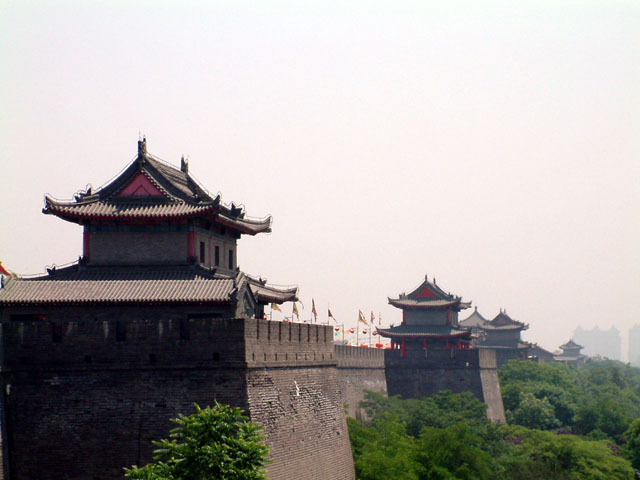
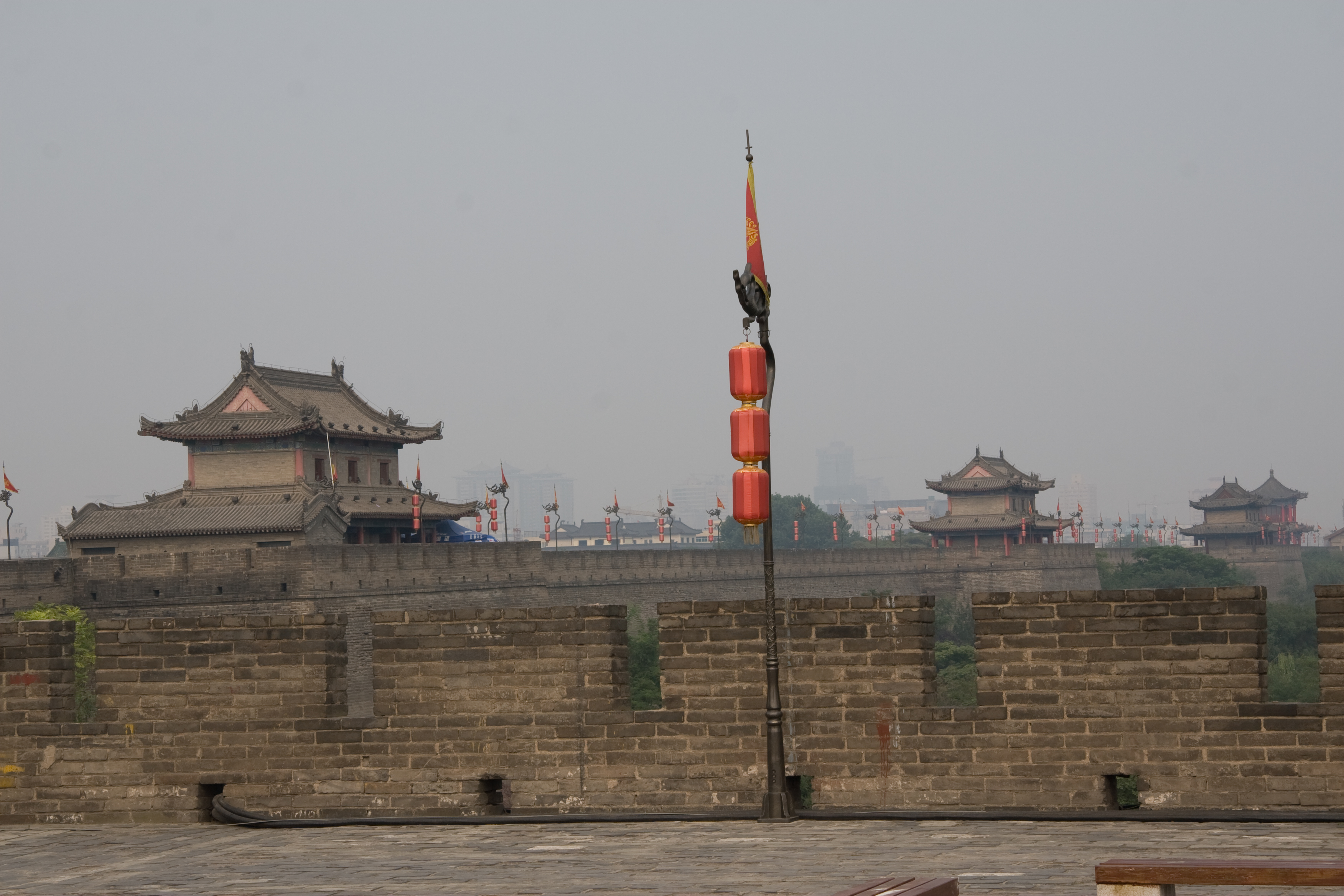
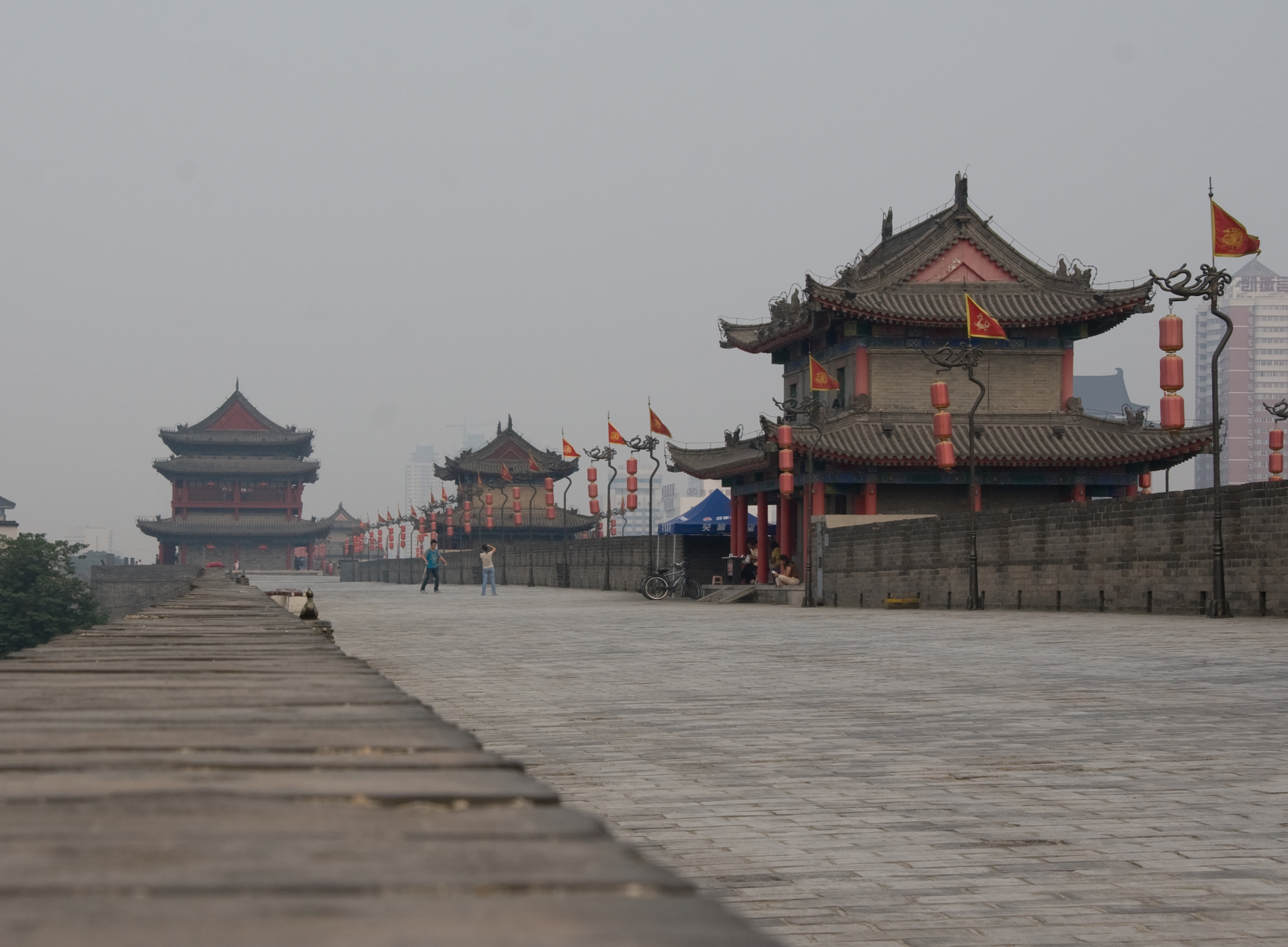
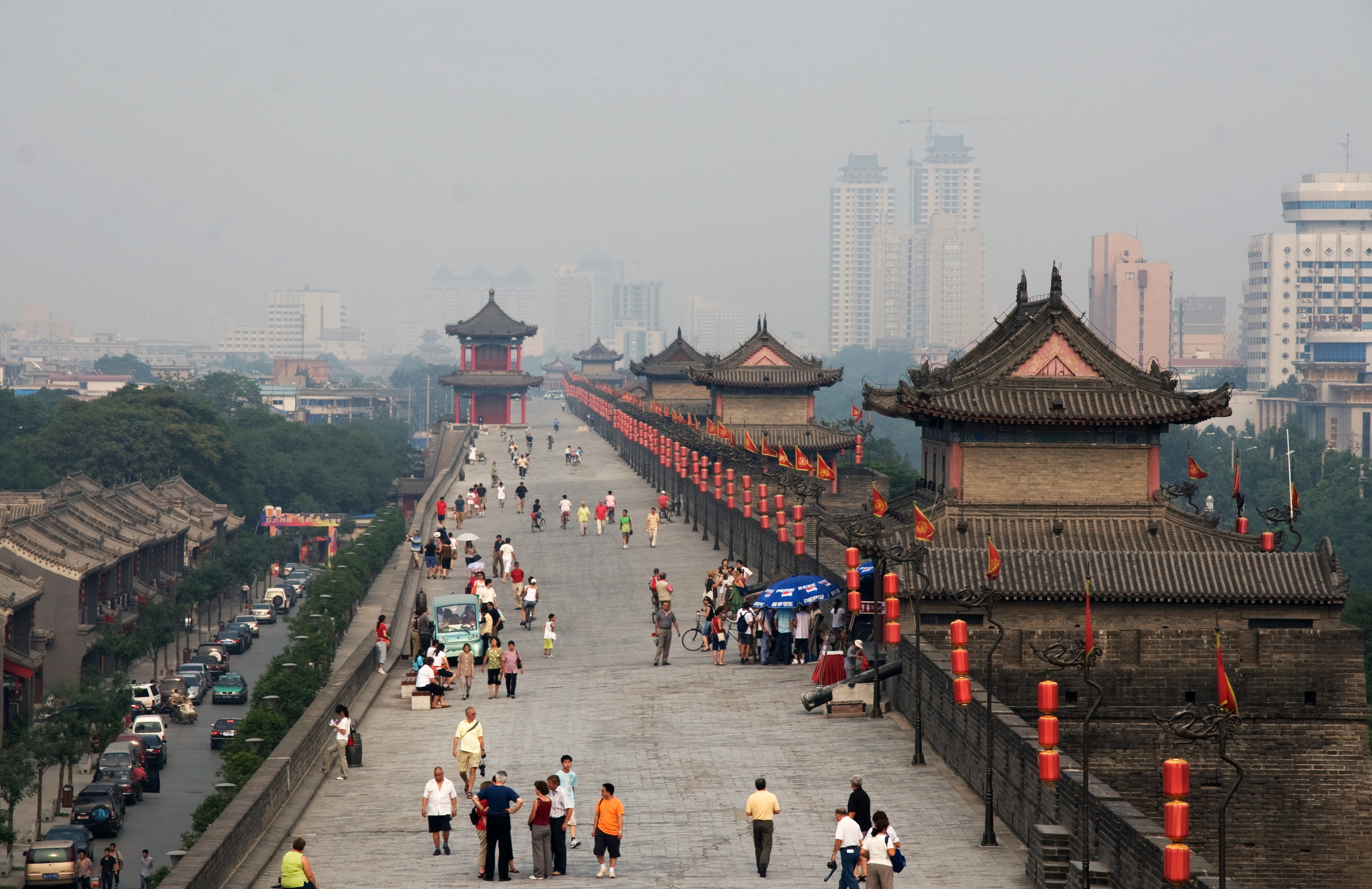
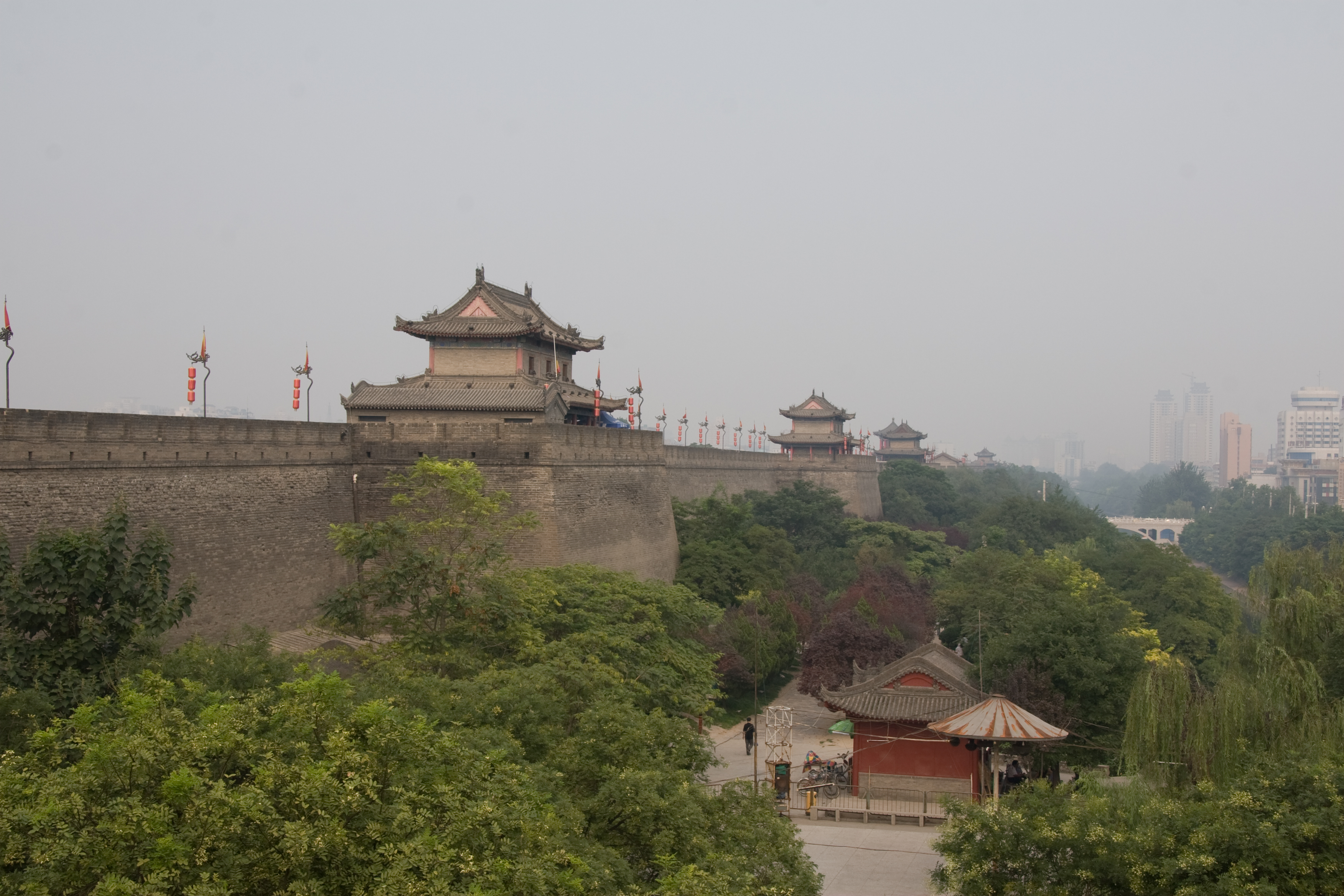
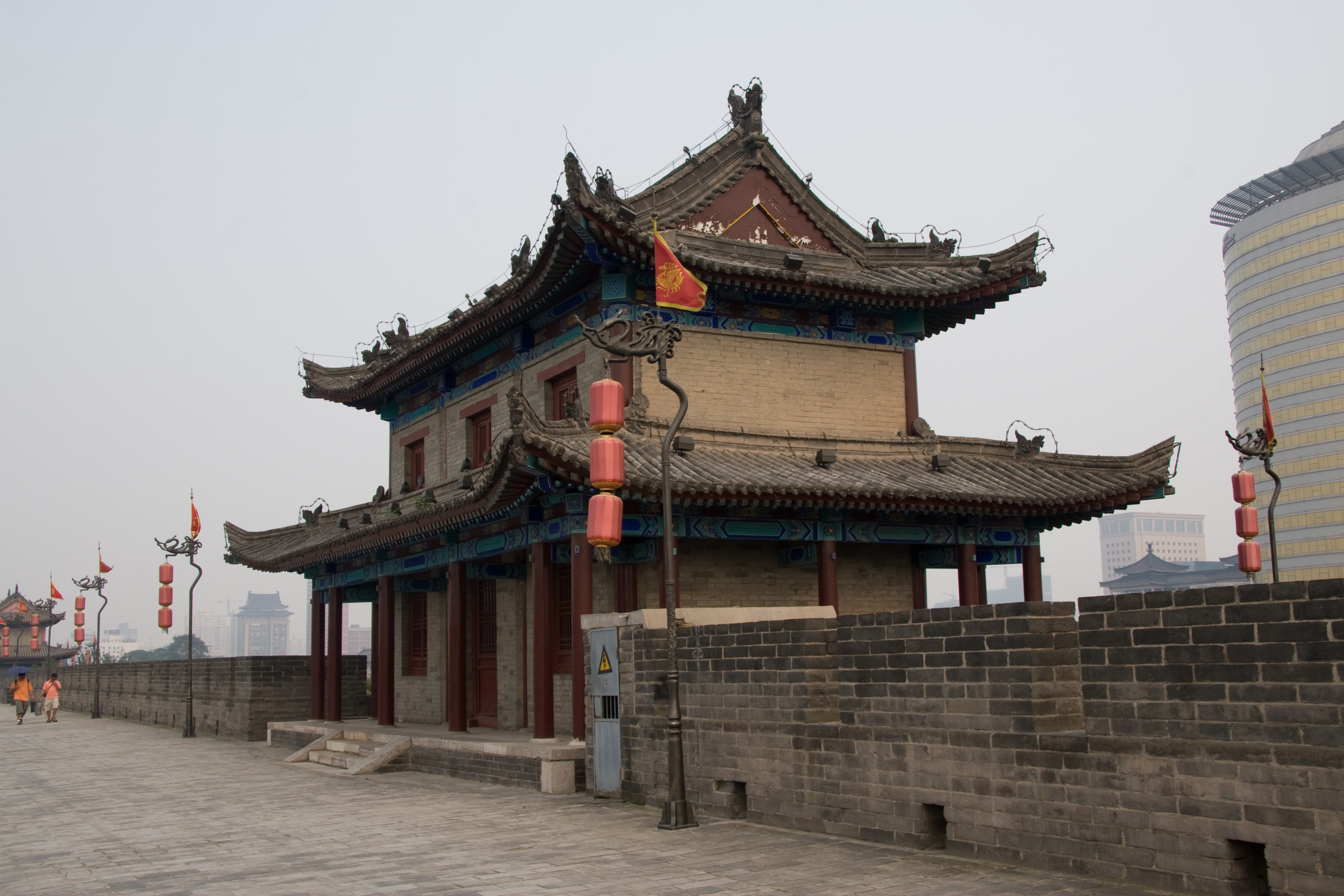
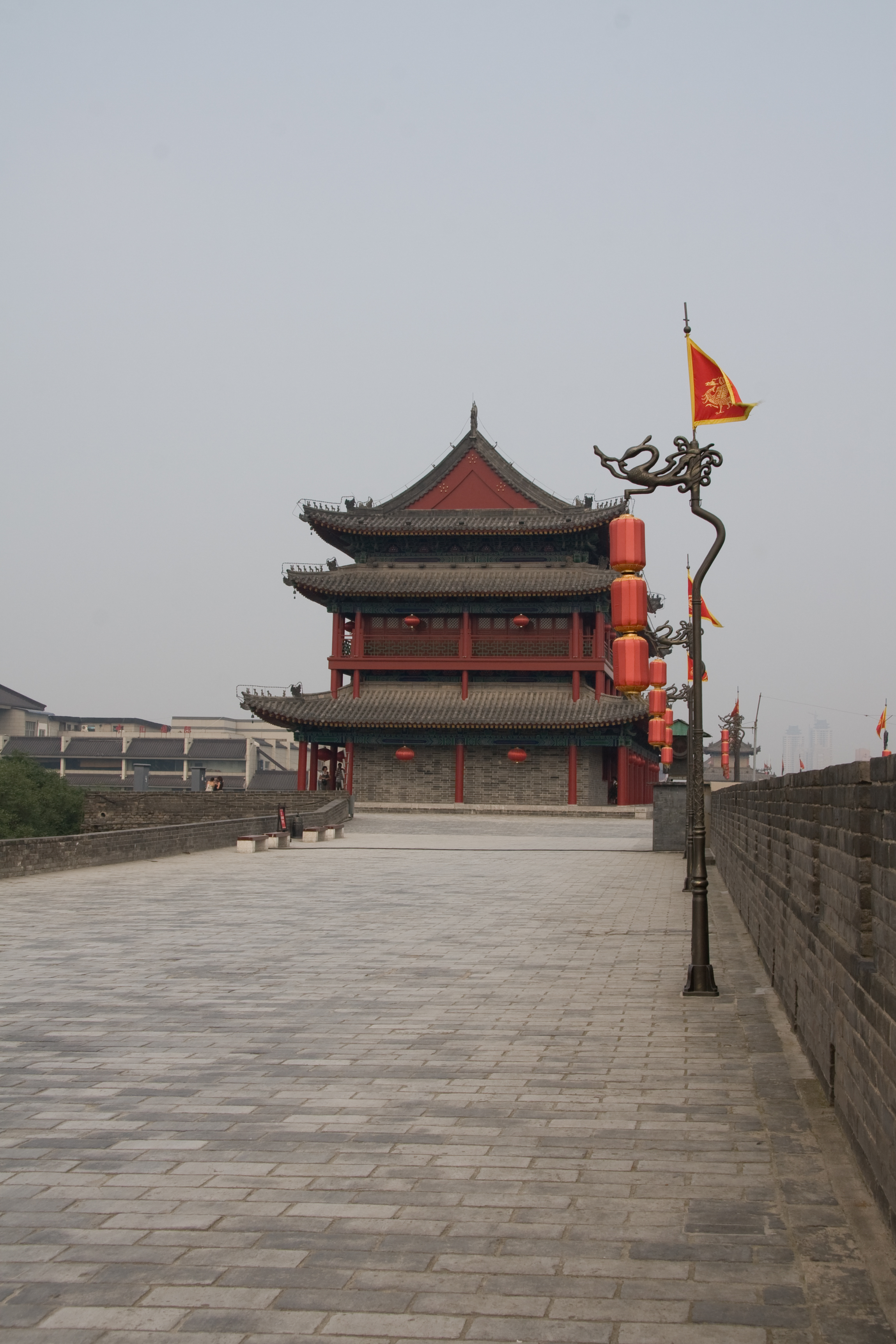

## 같이 보기
- 장안
- 서안